# Тире
Тире́ (–, —) (фр. tiret, від tirer – «тягнути») — один із розділових знаків, що застосовується в письмі багатьох мов. У словниках 1920–1930 рр. українською вживали назву «риска» (в СУМ-11 суперечливо вказано, що риска — це інша назва дефіса, водночас пояснюється, що дефіс — це коротка риска, а тире — це риска).

## Тире в українській мові
Тире є розділовим знаком, що вживають:
- для позначення прямої мови
- для позначення пауз
- перед це (це є), оце, то, ось (це) значить

проте є багато винятків.

## Види гліфів тире
Важливо розуміти, що рукописне тире має єдине графічне представлення —, тоді як друковане тире має різні типи гліфів, з найбільш поширених:
| Знак | Назва                                      | Юнікод | UTF-8 та 16          | HTML-код             | Особливості |
| ---- | ------------------------------------------ | ------ | -------------------- | -------------------- | --- |
| ‒    | Цифрове тире (англ. figure dash)           | U+2012 | %E2%80%92 або 0x2012 | &#8210; або &#x2012; | Має ширину цифр (сучасні шрифти переважно мають цифри однакової ширини). Використовується для розділення цифр номера телефону, особливо в стовпцях (напр. «+380‒44‒1234567»). |
| –    | Коротке тире (англ. en dash)               | U+2013 | %E2%80%93 або 0x2013 | &#8211; або &#x2013; | Зазвичай довше за дефіс, але коротше за знак мінус. Традиційно вдвічі коротше, ніж довге тире, у сучасних шрифтах дорівнює ширині великої літери N. Використовується без пробілів для позначення часових (напр. «2–3 тижні, «січень–лютий 2024 року»), кількісних (напр. «рахунок 1–0») або просторових меж (напр. «рейс Київ–Львів») та в парних власнах іменах (напр. «вірус Епштейна–Барр», «боксерський поєдинок Кличко–Леннокс») тощо. |
| —    | Довге тире (англ. em dash)                 | U+2014 | %E2%80%94 або 0x2014 | &#8212; або &#x2014; | Найпоширеніший варіант тире. У сучасних шрифтах дорівнює ширині великої літери M. Здебільшого оточений пробілами (напр. Поезія — це завжди неповторність, Якийсь безсмертний дотик до душі (Л. Костенко) |
| ―    | Горизонтальна риска (англ. horizontal bar) | U+2015 | %E2%80%95 або 0x2015 | &#8213; або &#x2015; | - Довжина різниться залежно від гарнітури, але має тенденцію бути між коротким та довгим тире. Використовується для вирізнення прямої мови (напр.: - ― А що таке «російський світ»? - ― Це, Сем, коли живеш у злиднях, без прав, нічого не вмієш й не хочеш вміти, але прагнеш навчити цьому весь світ!) |

В англійській типографії «em dash» вживають у реченнях для позначення паузи. Відповідно до більшості американських джерел та деяких британських, «em dash» завжди має бути закритим (не оточуватися пробілами). Але на практиці значна частина англомовного населення світу відокремлює його пробілами або «тонкими пробілами» («hair spaces», U+200A). Дехто вважає «em dash» задовгим і натомість вживає відкритий «en dash». Послідовність «пробіл, en dash, пробіл» також переважає в німецькій та французькій типографії.
В українській типографії, якщо тире вживають для позначення діапазону, його не виокремлюють пробілами, а практично в усіх інших випадках — відокремлюють.

## Відмінність від дефіса та мінуса
Історично склалося, що в наборі символів ASCII існує лише один знак, за допомогою якого можна показати тире, дефіс та знак мінуса, відповідно, на комп'ютерній клавіатурі була лише одна клавіша. З впровадженням настільних видавничих систем та створенням Unicode ситуація змінилася, і тепер є можливість вживати відмінні символи (для кожного випадку).

### Дефіс
Дефіс (від лат. divisio — «(роз)ділення») з'єднує частини складних слів.
- «-» (Hyphen-minus) (U+002D) — сумісний з ASCII дефіс-мінус-тире
- «‐» (Hyphen) (U+2010) — дефіс
- «‑» (Non-breaking hyphen) (U+2011) — нерозривний дефіс
- «‑» (Soft hyphen) (U+00AD) — «м'який» дефіс

Використання символу «hyphen-minus» є нерекомендованим, натомість пропонується вживати інші символи дефісів Unicode, кожен — для свого випадку.

### Мінус
Мінус є математичним знаком, що вживають для позначення віднімання одного числа від іншого або для позначення від'ємного числа. Його гліф узгоджується з гліфом знака плюс та центрується на нульовій цифрі.
- «−» (Minus) (U+2212) — математичний символ
- «-» (Hyphen-minus) (U+002D)

Використання символу «hyphen-minus» є нерекомендованим, натомість пропонується вживати символ Unicode «Minus» (U+2212).[джерело?]